# Roberte Ponsonby
Pour les articles homonymes, voir Ponsonby.
 (août 2018).
Roberte Ponsonby, comtesse de Bessborough (15 septembre 1892, Soisy - 1979), née Poupart de Neuflize, est la consort du vice-roi du Canada.

## Biographie
Fille du baron Jean de Neuflize et de Madeleine Dollfus-Davillier, elle épouse Vere Ponsonby le 25 juin 1912. Elle devient vicomtesse Duncannon, puis comtesse de Bessborough. Ils seront les parents de Frederick Ponsonby (10e comte de Bessborough).
Son époux devenant gouverneur et vice-roi du Canada de 1931 à 1935, elle devient vice-reine du Canada.
Elle est dame grand-croix du Très vénérable ordre de Saint-Jean et chevalier de la Légion d'honneur.
Elle assure l'office de juge de paix pour le Sussex de l'Ouest de 1943 à 1956.